# マテリアルブレイブ
『マテリアルブレイブ』は、2012年3月23日にアダルトゲームブランド戯画 TEAM BALDRHEADから発売された18禁恋愛アドベンチャーゲーム。2013年1月25日にはファンディスクの『マテリアルブレイブ イグニッション』が発売された。

## 概要
日本近海の火山活動によって産まれた神尾城島が舞台。エニグマタイトと呼ばれる鉱石によって、異能力(マテリアルアビリティ)を手に入れた少年・少女たちの青春学園バトル。

## あらすじ
日本近海の火山活動で出来た新たな島――神尾城島で採れるレアアースエニグマタイトが世界を一変させた。技術を向上させたが人間や動植物と融合する特性を持っていた。それは新たな進化と災害を意味していたのだった。
鏑木遙歩は母親の遺言に従ってアンリーシュトとして神尾城島にあるアンリーシュト・ナーセリーに向かっていた。到着早々、幼なじみと名乗る倉木絵奈から歓迎を受ける。そこへ動物と融合したネオプラズムを撃退する。ナーセリーの責任者から自分の能力が1つではないことを告げられる。それは体液の接触により異性の特殊能力を遥かに向上させるエンゲージだった。
そこで王城叶とチームを組むことになるが、キスによりエンゲージを発動させネオプラズムを撃退する。しかし、それはまだ始まりに過ぎなかった。新たな仲間と共に暗躍する敵組織の抗争へと巻き込まれていく。

## 登場人物

### 主人公
鏑木 遙歩（かぶらぎ あゆむ）
声 - 横田ケンイチ
能力：「大爆発（ブロックバスター）」近くの空間や触れた物を爆発させる。
定期的に行われる検査で能力が発現。母親の遺言に従い東京から引っ越すことになった。もうひとつの能力が原因で様々な事件に巻き込まれる事となる。

### メインヒロイン
王城 叶（おうぎ かなえ）
声 - 斎藤愛子
能力：「重全重美（パーフェクトグラビティ）」重力を自在に操る事が出来る。
性格は粗暴でワガママ、かつ純情。とある理由からチームを組みたがらないが、能力は優秀。面倒見がよく転校したての遙歩の面倒をみる。独占欲が強く遙歩は自分のものだと公言している。
エーリカ・フォン・アウフシュナイター
声 - 大川凛（無印） / 羽鳥空（ファンディスク）
能力：「EDEL WIND（エーデルヴィント）」気圧や気流を干渉する。
没落貴族の末裔で世界有数の資産家の娘。尊大な言動が多く、遙歩を敵視している。叶とはウマが合わないらしく言い争いなどが絶えない。
上音 真白（かみね ましろ）
声 - 山本華
能力：「氷姫の悪魔（デモンマスクウェル）」温度を低下させ、空気中の水分を具現化する。
氷を作り出すことができる能力者で特待生。授業に滅多に顔を出さないクラスメイト。能力が強力である事を知られており畏怖の対象とされている。いわゆる、キワモノが好きな変わった味覚の持ち主。
御堂金 光（みどうかね ひかる）
声 - 平山紗弥
能力：「輝鉄玉鋼（ヒヒイロカネ）」金属制御で特に鉄を得意とし、変質と放出を行う。
剣術を嗜み、古風な言動が特徴。義理堅い性格で冷静な判断をするも、アンリーシュトの犯罪集団・イリーガル・アンリシュトが絡むと頭に血が上り手がつけられなくなる。
白藤・アンジェリーヌ・つぼみ（しらふじ・あんじぇりーぬ・つぼみ）
声 - 羽高なる
能力：「FAUX ECLAIR（フォークスエクレール）」体内で電気を発生させ放出させる。
うさぎパーカーを羽織っているフランス人とのハーフ。情報通で何でも知っている。頭も良く、発明品を作っては遙歩で実験している。失敗すると爆発する。成功率は半々。

### サブキャラクター
倉木 絵奈（くらき えな）
声 - 北川友梨
能力：「不明」
『マテリアルブレイブ イグニッション』でヒロインに昇格した。
氷堂 司（）
声 - 越田直樹
鐘巻 祥子（）
声 - かわしまりの
上社 生枝（）
声 - 鶴屋春人
美甘 萌（みかも もえ）
声 - 野々村紗夜
天羽 望（あもう のぞむ）
声 - Lee
ヴォルフラム・フォン・リヒテンシュタイン
声 - 星一人
錦織志織（）
声 - 奥川久美子
河合 鈴（かわい りん）
声 - 木下やや
藤阪 浩一郎（）
声 - 〆〆
鏑木遙歩のクラスメイト。

## スタッフ
- キャラクターデザイン・原画 - 菊池政治、ポコ、平つくね
- シナリオ - 企画屋

## 主題歌

### 無印
オープニングテーマ「Unite + reactioN」
歌・作詞 - KOTOKO / 作編曲 - 菊田大介（Elements Garden）
挿入歌「ひとつになれ」
歌 - ℃iel / 作詞 - ねこ兄 / 作編曲 - 琉姫アルナ
エンディングテーマ「Identity」
歌 - 片霧烈火 / 作詞 - 橋本鏡也 / 作編曲 - 羽鳥風画

### イグニッション
オープニングテーマ「U」
歌・作詞 - KOTOKO / 作編曲 - 菊田大介（Elements Garden）
エンディングテーマ「Last Engaged.」
歌・作詞 - nao / 作編曲 - 新井健史

## 関連商品
オリジナルサウンドトラック
- マテリアルブレイブ オリジナルサウンドトラック～Harmonic Elements～（戯画、2012年3月23日発売）
- マテリアルブレイブ イグニッション オリジナルサウンドトラック（戯画、2013年5月31日発売）

コミカライズ
- マテリアルブレイブ 全2巻（abua画、コミック アース・スター連載、泰文堂、2013年1月12日 -  2013年2月12日発売）

ノベライズ
- マテリアルブレイブ アナザー・エレメンツ（くしまちみなと著、ジェット世渡り絵、桜ノ杜ぶんこ、2013年1月5日発売）